# Jörg Lanz von Liebenfels
Jörg Lanz von Liebenfels (n. 19 iulie 1874, Penzing⁠(d), Viena, Austro-Ungaria – d. 22 aprilie 1954, Viena, Zonele aliate de ocupație din Austria), pe numele său real Adolf Josef Lanz, a fost un călugăr cistercian, jurnalist și scriitor austriac. A fost principalul ideolog al doctrinei rasiale ezoterice numită arisofie.

## Biografie
Adolf Josef Lanz s-a născut la 19 iulie 1874 în districtul Penzing al Vienei în timpul Imperiului Austro-Ungar. A fost fascinat de religie și ordinul cavalerilor încă din copilărie. Devine profesor în anul 1898. Începând cu anul 1894 publică numeroase articole cu privire la Ordinul cistercian, dar părăsește ordinul în anul 1899. Din 1900 publică polemici împotriva influenței iezuite în cadrul Bisericii Catolice și intră în contact cu cercuri adepte ale pangermanismului și cu susținători ai darwinismului social. Studiază și publică articole despre antropologie, arheologie și istoria arienilor. În 1902 își schimbă numele în Liebenfels, nume care provine de la o familie nobilă elvețiană. Trei ani mai târziu, în 1905 publică lucrarea „Theozoologie oder die Kunde von den Sodoms-Äfflingen und dem Götterelektron” (în traducere „Teozoologia sau știința primatelor sodomite și electronul divin”), în care pune bazele teozoologiei. Publică între anii 1915 și 1917 ziarul Ostara, unde abordează teme cu privire la rasă și economie, se folosește de descoperiri antropologice pentru a combate grupurile pe care le consideră inferioare, se opune liberalismului și formulează teorii rasiste și antisemite.
În anul 1900 înființează un cult religios inspirat din cistercianism numit Ordo Novi Templi (Ordinul Noilor Templieri), în care erau acceptați doar bărbații considerați arieni.

## Opera
- Katholizismus wider Jesuitismus („Catolicism versus iezuitism”), Frankfurt, 1903
- Theozoologie oder die Kunde von den Sodoms-Äfflingen und dem Götterelektron („Teozoologia sau știința primatelor sodomite și electronul divin”), Viena, 1915
- Ostara, Viena și Mödling, 1905–1917